# Cavillargues
Cavillargues est une commune française située dans le nord-est du département du Gard en région Occitanie.
Exposée à un climat méditerranéen, elle est drainée par l'Auzigue qui se jette dans la Tave, affluent de la Cèze (bassin du Rhône). La commune possède un patrimoine naturel remarquable : un site Natura 2000 (« le Valat de Solan ») et deux zones naturelles d'intérêt écologique, faunistique et floristique.
Cavillargues est une commune rurale qui compte 847 habitants en 2022, après avoir connu une forte hausse de la population depuis 1975.  Elle fait partie de l'aire d'attraction de Bagnols-sur-Cèze. Ses habitants sont appelés les Cavillarguais et Cavillarguaises.
Le patrimoine architectural de la commune comprend deux  immeubles protégés au titre des monuments historiques : l'ermitage Notre-Dame-du-Saint-Sépulcre, inscrit  en 1981, et le château de la Fare, inscrit en 1990 (à l'inventaire supplémentaire).

## Géographie
| Saint-Marcel-de-Careiret | Sabran        |                    |
| Saint-Laurent-la-Vernède | Cavillargues  | Saint-Pons-la-Calm |
| La Bastide-d'Engras      | Pougnadoresse | Le Pin             |

### Climat
Pour des articles plus généraux, voir Climat de l'Occitanie et Climat du Gard.
En 2010, le climat de la commune est de type climat méditerranéen altéré, selon une étude s'appuyant sur une série de données couvrant la période 1971-2000. En 2020, Météo-France publie une typologie des climats de la France métropolitaine dans laquelle la commune est exposée à un climat méditerranéen et est dans la région climatique Provence, Languedoc-Roussillon, caractérisée par une pluviométrie faible en été, un très bon ensoleillement (2 600 h/an), un été chaud (21,5 °C), un air très sec en été, sec en toutes saisons, des vents forts (fréquence de 40 à 50 % de vents > 5 m/s) et peu de brouillards.
Pour la période 1971-2000, la température annuelle moyenne est de 13,4 °C, avec une amplitude thermique annuelle de 17,5 °C. Le cumul annuel moyen de précipitations est de 827 mm, avec 6,2 jours de précipitations en janvier et 3,2 jours en juillet. Pour la période 1991-2020, la température moyenne annuelle observée sur la station météorologique installée sur la commune est de 14,1 °C et le cumul annuel moyen de précipitations est de 845,8 mm,. Pour l'avenir, les paramètres climatiques de la commune estimés pour 2050 selon différents scénarios d'émission de gaz à effet de serre sont consultables sur un site dédié publié par Météo-France en novembre 2022.
| Mois                                  | jan.           | fév.           | mars           | avril           | mai             | juin          | jui.            | août           | sep.          | oct.            | nov.            | déc.           | année     |
| ------------------------------------- | -------------- | -------------- | -------------- | --------------- | --------------- | ------------- | --------------- | -------------- | ------------- | --------------- | --------------- | -------------- | --------- |
| Température minimale moyenne (°C)     | 1,3            | 1,4            | 4              | 6,6             | 10,3            | 13,9          | 15,9            | 15,9           | 12,4          | 9,5             | 5               | 2              | 8,2       |
| Température moyenne (°C)              | 5,8            | 6,7            | 10,1           | 12,9            | 16,9            | 20,9          | 23,3            | 23,4           | 18,9          | 14,8            | 9,6             | 6,4            | 14,1      |
| Température maximale moyenne (°C)     | 10,3           | 11,9           | 16,2           | 19,2            | 23,5            | 27,9          | 30,8            | 30,8           | 25,4          | 20,1            | 14,1            | 10,7           | 20,1      |
| Record de froid (°C) date du record   | −15 05.01.1971 | −14 05.02.1963 | −10,6 02.03.05 | −3,6 05.04.1975 | −0,2 03.05.1979 | 4 04.06.1984  | 6,2 19.07.1966  | 5,6 29.08.1986 | 1,9 27.09.10  | −2,5 27.10.1973 | −8,4 23.11.1998 | −14 28.12.1962 | −15 1971  |
| Record de chaleur (°C) date du record | 21,6 10.01.15  | 24,2 23.02.20  | 28 18.03.1997  | 30,5 24.04.07   | 34,2 30.05.01   | 41,5 28.06.19 | 39,8 06.07.1982 | 41,7 22.08.23  | 36,2 04.09.16 | 31,5 08.10.23   | 24,6 01.11.22   | 21,1 29.12.21  | 41,7 2023 |
| Précipitations (mm)                   | 74,3           | 44             | 51,7           | 73,3            | 66,6            | 45,2          | 38              | 47             | 107           | 119             | 120,8           | 58,9           | 845,8     |

### Voies de communication et transports
Cavillargues a été desservi, à partir de 1882, par la voie ferrée reliant Alès et son bassin minier à L'Ardoise, port fluvial sur le Rhône et gare de la rive droite du fleuve. Active pour les voyageurs jusqu'en 1938 elle fut fermée définitivement pour le fret en 1952.
Pour les voyages importants la gare SNCF la plus proche (35 km) est la gare TGV d'Avignon, sur l'axe Paris/Sud-Est.
Côté desserte locale, depuis 2023 la gare de Bagnols-sur-Cèze a été rouverte au trafic de la rive droite du Rhône, offrant désormais des liaisons vers Avignon et Nîmes.

Situé à mi-chemin entre les Cévennes et la vallée du Rhône, le village n'est qu'à quelques kilomètres de deux routes importantes, la RD 6086 conduisant à Nîmes (50 km) et la RD 6 conduisant à Alès (40 km).

### Milieux naturels et biodiversité

#### Réseau Natura 2000

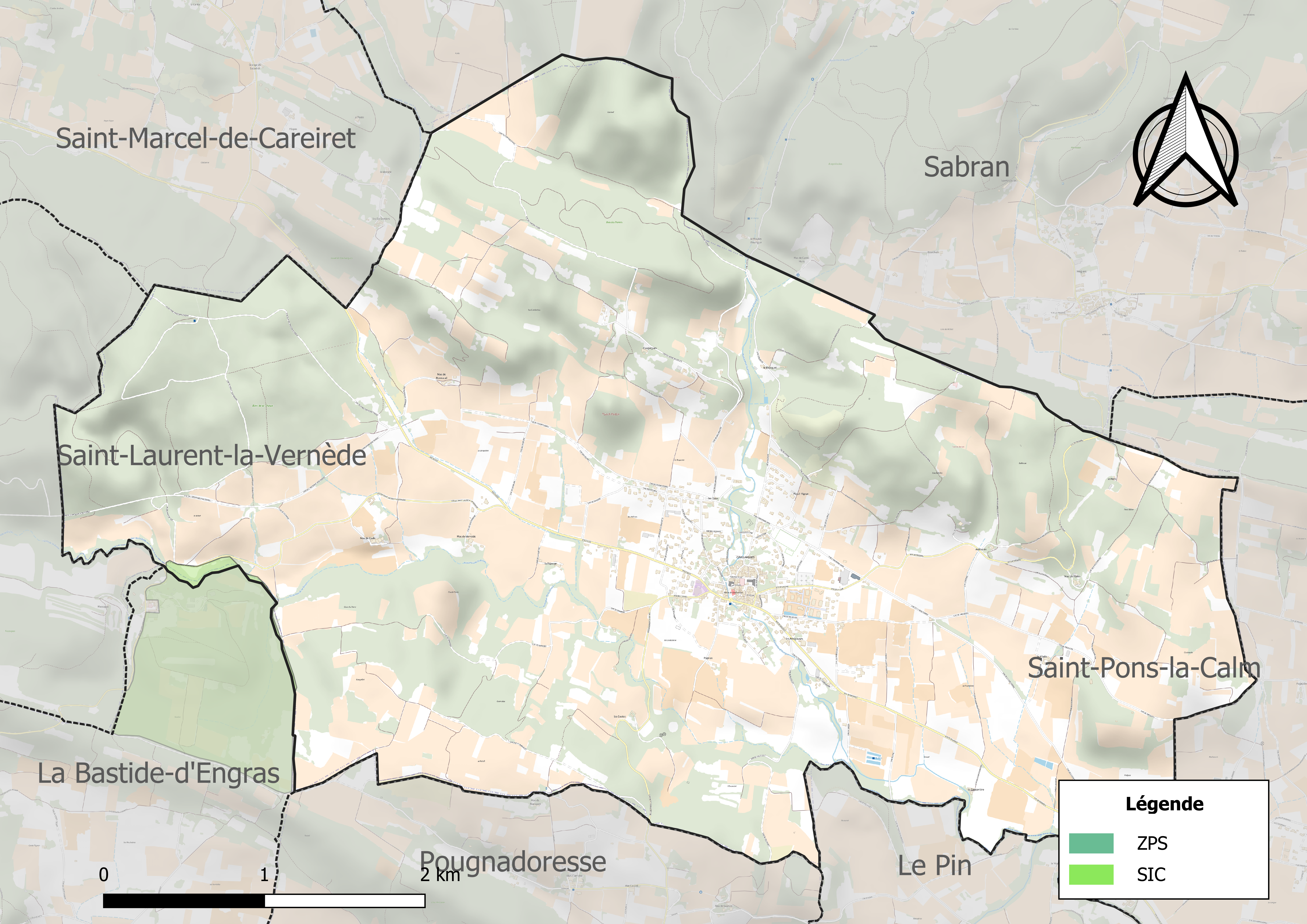
Site Natura 2000 sur le territoire communal.

Le réseau Natura 2000 est un réseau écologique européen de sites naturels d'intérêt écologique élaboré à partir des directives habitats et oiseaux, constitué de zones spéciales de conservation (ZSC) et de zones de protection spéciale (ZPS).
Un site Natura 2000 a été défini sur la commune au titre de la directive habitats : « le Valat de Solan », d'une superficie de 58 ha, présentant une intéressante diversité d'habitats naturels sur une superficie réduite.

#### Zones naturelles d'intérêt écologique, faunistique et floristique
L’inventaire des zones naturelles d'intérêt écologique, faunistique et floristique (ZNIEFF) a pour objectif de réaliser une couverture des zones les plus intéressantes sur le plan écologique, essentiellement dans la perspective d’améliorer la connaissance du patrimoine naturel national et de fournir aux différents décideurs un outil d’aide à la prise en compte de l’environnement dans l’aménagement du territoire.
Une ZNIEFF de type 1 est recensée sur la commune :
le « domaine de Solan » (58 ha), couvrant 2 communes du département et une ZNIEFF de type 2, : 
le « plateau de Lussan et Massifs Boisés » (37 159 ha), couvrant 40 communes du département.

Carte des ZNIEFF de type 1 et 2 à Cavillargues.
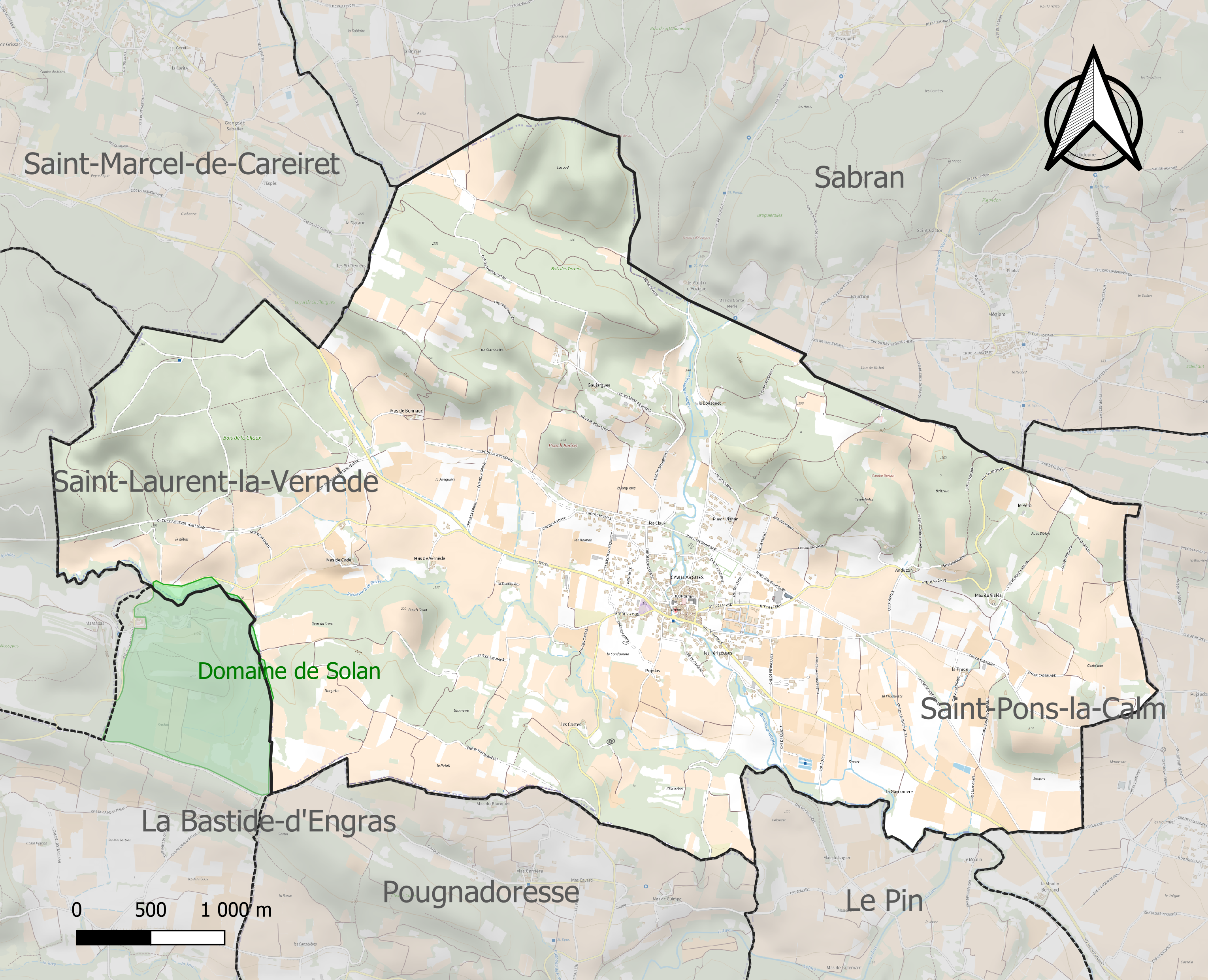
Carte de la ZNIEFF de type 1 sur la commune.
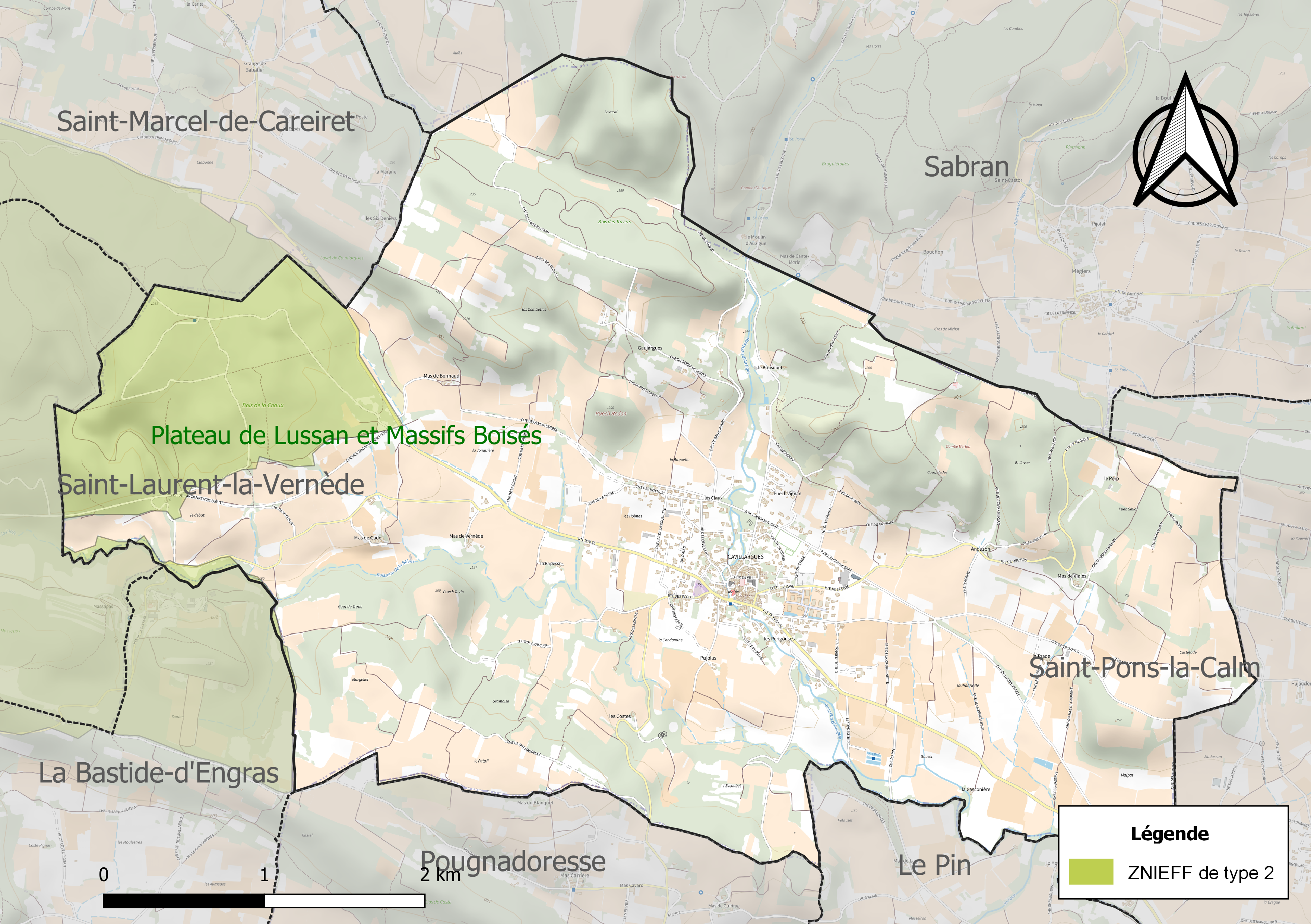
Carte de la ZNIEFF de type 2 sur la commune.

## Urbanisme

### Typologie
Au 1er janvier 2024, Cavillargues est catégorisée commune rurale à habitat dispersé, selon la nouvelle grille communale de densité à sept niveaux définie par l'Insee en 2022.
Elle est située hors unité urbaine. Par ailleurs la commune fait partie de l'aire d'attraction de Bagnols-sur-Cèze, dont elle est une commune de la couronne,. Cette aire, qui regroupe 30 communes, est catégorisée dans les aires de moins de 50 000 habitants,.

### Occupation des sols
L'occupation des sols de la commune, telle qu'elle ressort de la base de données européenne d’occupation biophysique des sols Corine Land Cover (CLC), est marquée par l'importance des territoires agricoles (60,2 % en 2018), en augmentation par rapport à 1990 (59,3 %). La répartition détaillée en 2018 est la suivante : 
cultures permanentes (53,9 %), forêts (34,9 %), zones agricoles hétérogènes (6,3 %), zones urbanisées (4,9 %). L'évolution de l’occupation des sols de la commune et de ses infrastructures peut être observée sur les différentes représentations cartographiques du territoire : la carte de Cassini (XVIIIe siècle), la carte d'état-major (1820-1866) et les cartes ou photos aériennes de l'IGN pour la période actuelle (1950 à aujourd'hui).

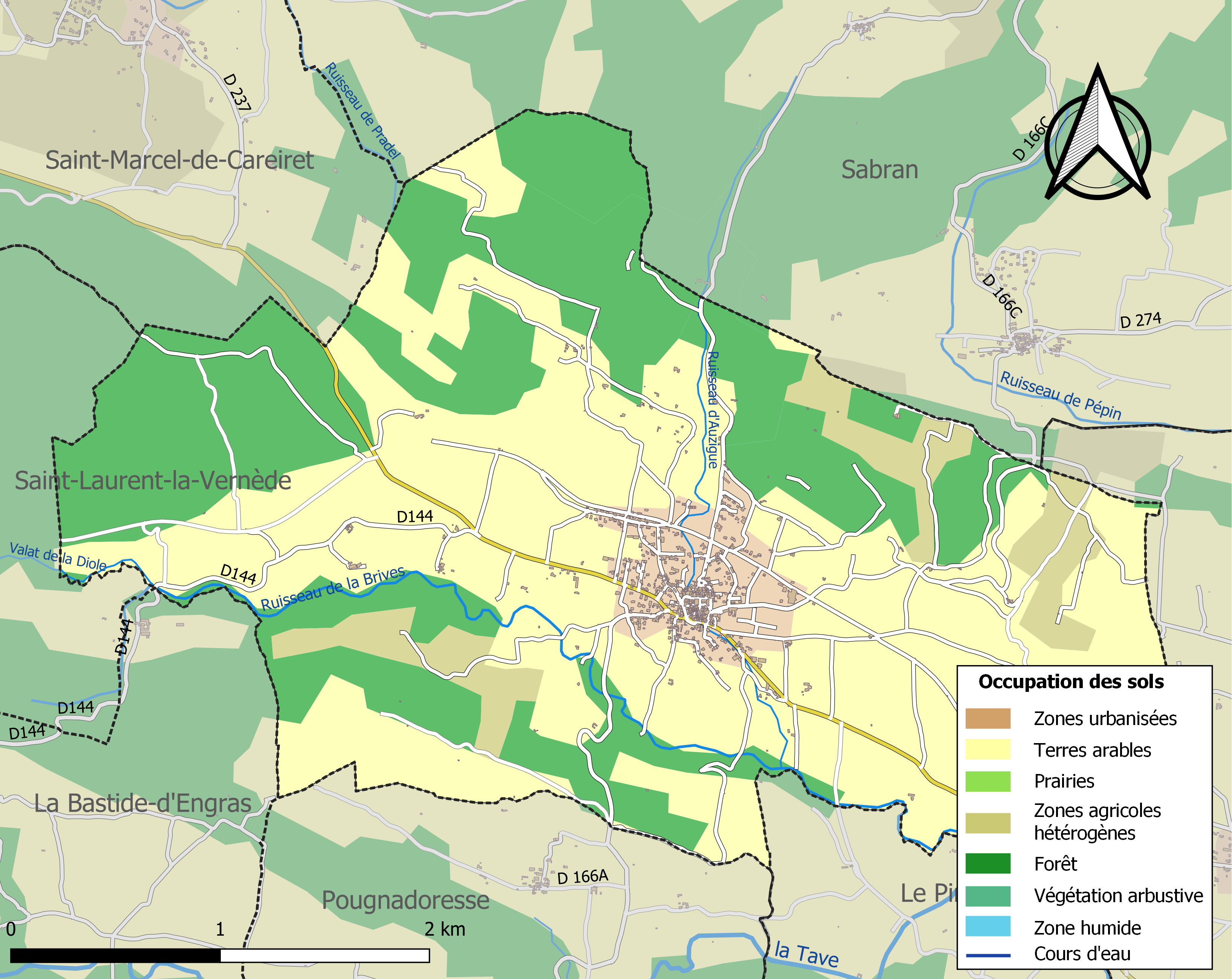
Carte des infrastructures et de l'occupation des sols de la commune en 2018 (CLC).

### Risques majeurs
Le territoire de la commune de Cavillargues est vulnérable à différents aléas naturels : météorologiques (tempête, orage, neige, grand froid, canicule ou sécheresse), inondations, feux de forêts, mouvements de terrains et séisme (sismicité modérée). Il est également exposé à un risque particulier : le risque de radon. Un site publié par le BRGM permet d'évaluer simplement et rapidement les risques d'un bien localisé soit par son adresse soit par le numéro de sa parcelle.

#### Risques naturels
Certaines parties du territoire communal sont susceptibles d’être affectées par le risque d’inondation par débordement de cours d'eau et par une crue torrentielle ou à montée rapide de cours d'eau, notamment la Tave. La commune a été reconnue en état de catastrophe naturelle au titre des dommages causés par les inondations et coulées de boue survenues en 1982, 1983, 1990, 1994, 1996, 1997, 1998, 2002 et 2014,.

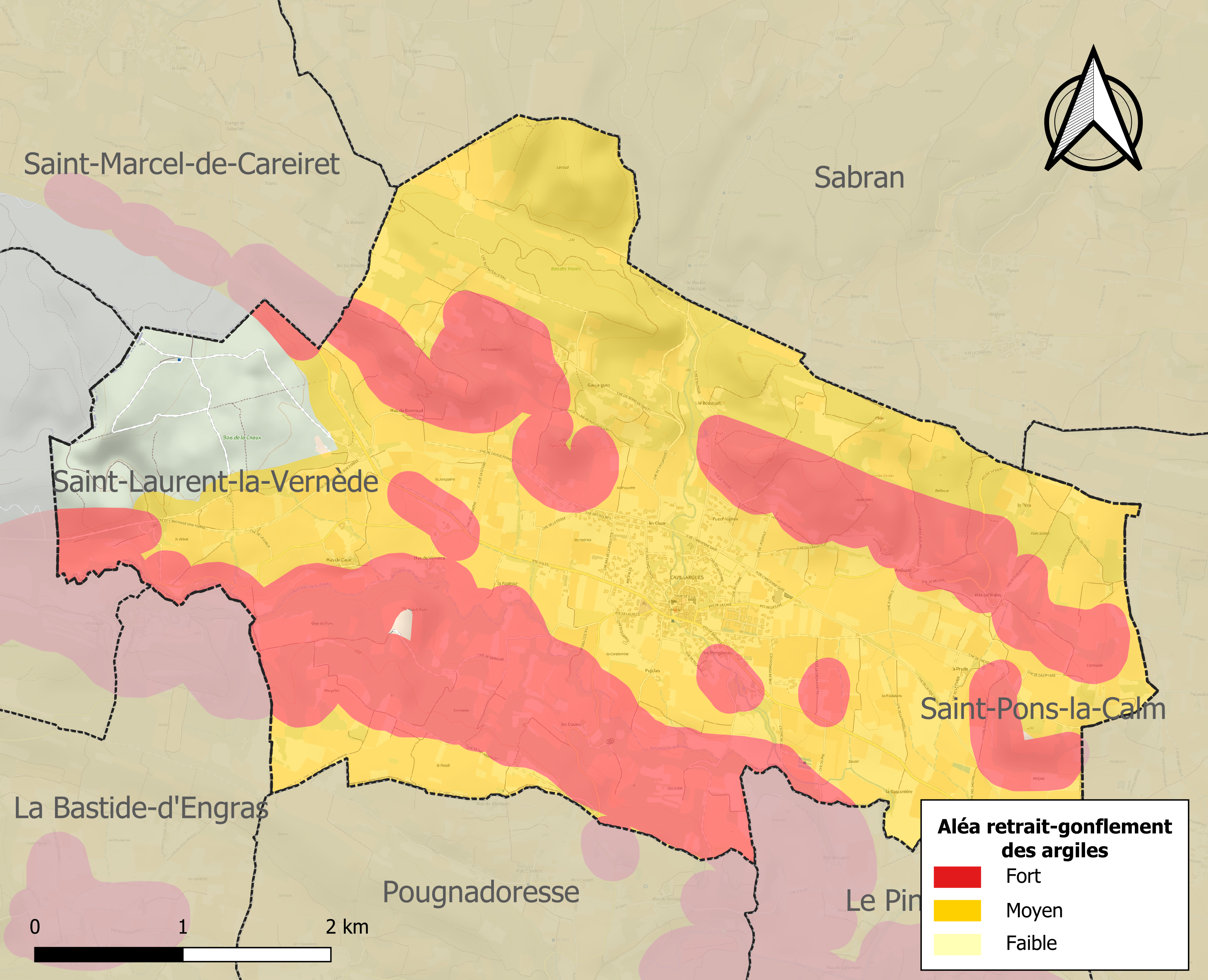
Carte des zones d'aléa retrait-gonflement des sols argileux de Cavillargues.

La commune est vulnérable au risque de mouvements de terrains constitué principalement du retrait-gonflement des sols argileux. Cet aléa est susceptible d'engendrer des dommages importants aux bâtiments en cas d’alternance de périodes de sécheresse et de pluie. 92,6 % de la superficie communale est en aléa moyen ou fort (67,5 % au niveau départemental et 48,5 % au niveau national). Sur les 460 bâtiments dénombrés sur la commune en 2019, 460 sont en aléa moyen ou fort, soit 100 %, à comparer aux 90 % au niveau départemental et 54 % au niveau national. Une cartographie de l'exposition du territoire national au retrait gonflement des sols argileux est disponible sur le site du BRGM,.
Par ailleurs, afin de mieux appréhender le risque d’affaissement de terrain, l'inventaire national des cavités souterraines permet de localiser celles situées sur la commune.
Concernant les mouvements de terrains, la commune a été reconnue en état de catastrophe naturelle au titre des dommages causés par la sécheresse en 2017 et par des mouvements de terrain en 1983.

#### Risque particulier
Dans plusieurs parties du territoire national, le radon, accumulé dans certains logements ou autres locaux, peut constituer une source significative d’exposition de la population aux rayonnements ionisants. Certaines communes du département sont concernées par le risque radon à un niveau plus ou moins élevé. Selon la classification de 2018, la commune de Cavillargues est classée en zone 2, à savoir zone à potentiel radon faible mais sur lesquelles des facteurs géologiques particuliers peuvent faciliter le transfert du radon vers les bâtiments.

## Toponymie
Occitan Cavilhargas, Couvihargue, du roman Cavilhargues, du bas latin Cavalhargæ, Cauverglanicæ, Cavilhanicæ, Cavillanicæ.

## Histoire

### Moyen Âge
Arrivés près de la vallée du Rhône, au début de 1382, les Tuchins campèrent dans les gorges de la Cèze où ils furent rejoints par des nobles dont Régis de Saint-Michel-d'Euzet, Étienne Augier, dit Ferragut du Pin, Vachon de Pont-Saint-Esprit et Verchère de Vénéjan qui prirent leur tête. Ils s’emparèrent alors de Cavillargues, Chusclan et Tresques, avant de piller les châteaux de Sabran, La Roque-sur-Cèze, Saint-Laurent-des-Arbres et Cornillon. Dans ce dernier château se trouvait le trésor de Clément VI. Son neveu, Guillaume III Roger de Beaufort, alors Lieutenant des armes du Sénéchal de Beaucaire, organisa la répression. En septembre 1382, il recruta des mercenaires et fit venir une compagnie d’arbalétriers d’Avignon. Ses troupes cantonnées à Bagnols-sur-Cèze attaquèrent alors Cornillon. Dirigées par Gantonnet d'Abzac, Commandant du Saint-Père pour le Païs de Saint-Esprit, elles semèrent la terreur. Guillaume III fit ensuite intervenir son capitaine des gardes de Bagnols, Jean Coq. Ce dernier réussit à pacifier le pays en expulsant les chefs du Tuchinat. Ce qui permit de signer la paix en février 1383.

### Époque contemporaine

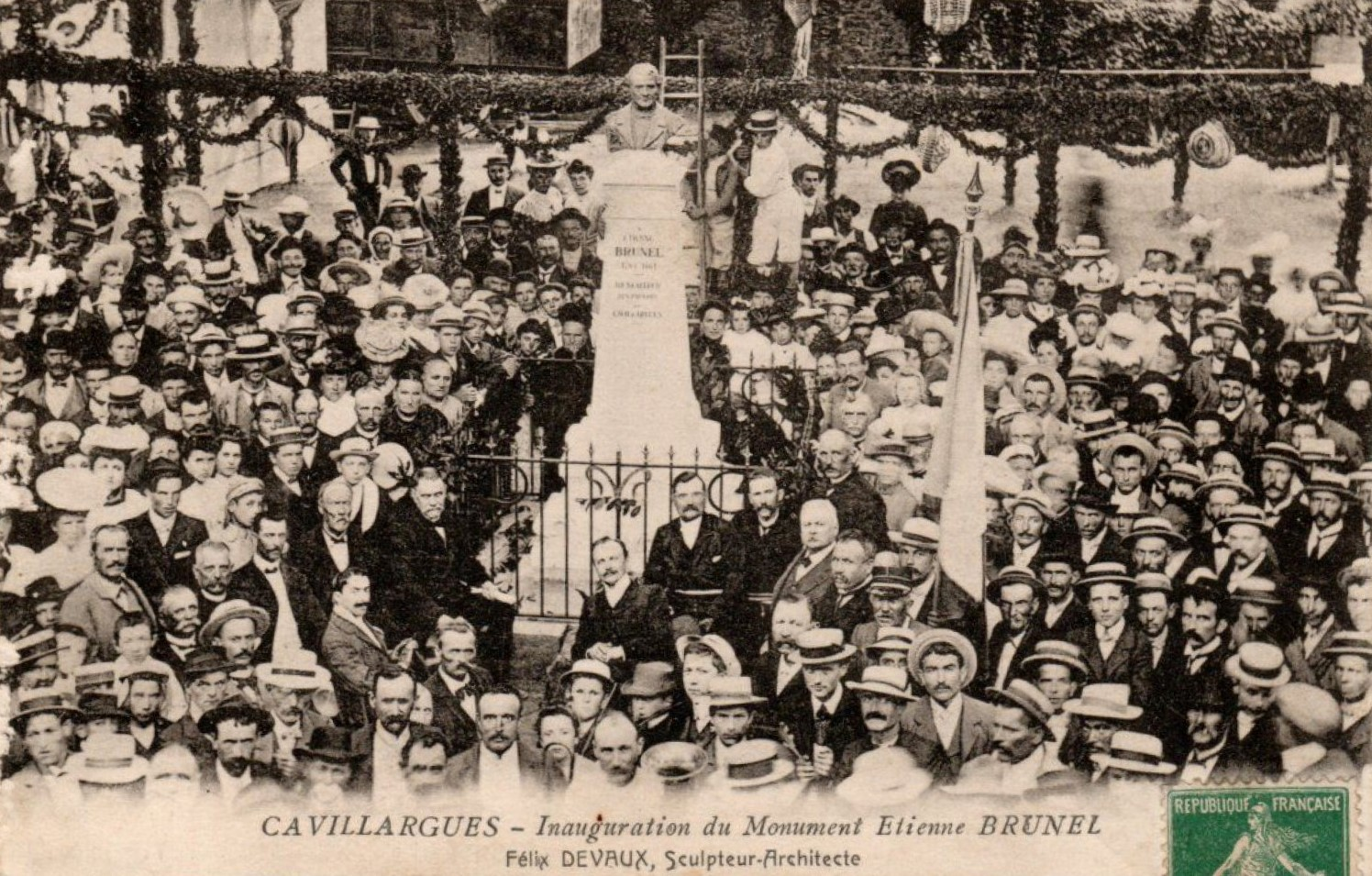
Inauguration en 1907 du monument à Étienne Brunel. œuvre de Félix Devaux.

### Enseignement

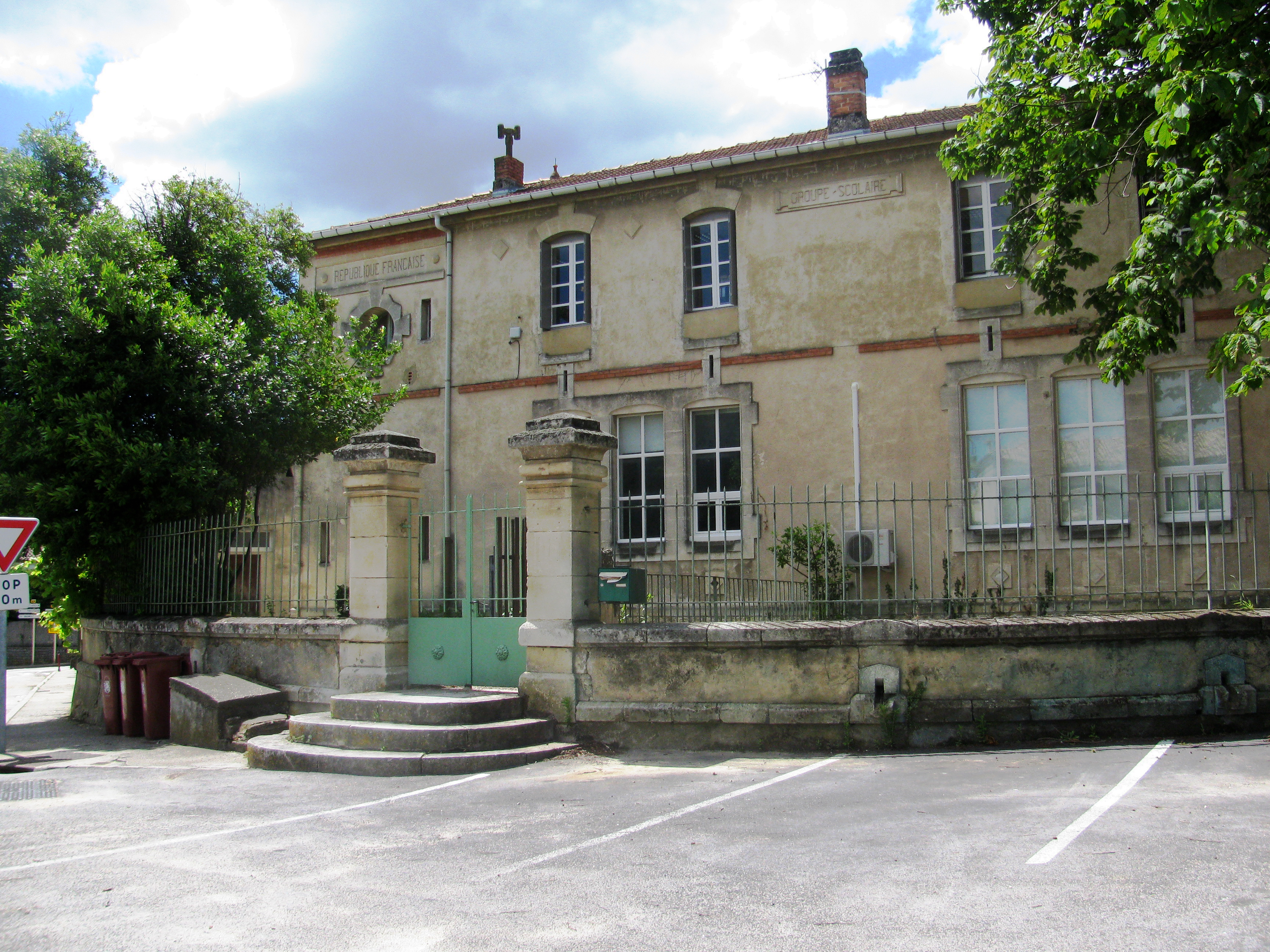
Bâtiment des Ecoles en 2016.

## Politique et administration

### Liste des maires
| Période                                  | Période  | Identité           | Étiquette | Qualité |
| ---------------------------------------- | -------- | ------------------ | --------- | ------- |
| 1892                                     | 1900     | Léopold Cavard     |           |         |
| 1900                                     | 1904     | Lucien Astier      |           |         |
| 1904                                     | 1911     | Albert Dussuel     |           |         |
| 1911                                     | 1912     | Cazeton Lapierre   |           |         |
| 1912                                     | 1919     | Prosper Vidal      |           |         |
| 1919                                     | 1925     | Marius Lagier      |           |         |
| 1925                                     | 1929     | Toussaint Bresse   |           |         |
| 1929                                     | 1935     | Antonio Justamond  |           |         |
| 1935                                     | 1941     | Aimé Justamond     |           |         |
| 1941                                     | 1944     | Emile Vallat       |           |         |
| 1944                                     | 1945     | Edgard Olivier     |           |         |
| 1945                                     | 1945     | Aimé Justamond     |           |         |
| 1945                                     | 1947     | Edgard Olivier     |           |         |
| 1947                                     | 1959     | Léopold Arnaud     |           |         |
| 1959                                     | 1965     | Edgard Olivier     |           |         |
| 1965                                     | 1971     | Jean Chevalier     |           |         |
| 1971                                     | 1977     | Léo Jouve          |           |         |
| 1977                                     | 1995     | Marie-Rose Mathieu |           |         |
| 1995                                     | 2014     | Paul Givaudan      |           |         |
| 2014                                     | En cours | Laurent Nadal      |           |         |
| Les données manquantes sont à compléter. |          |                    |           |         |

## Population et société

### Démographie
L'évolution du nombre d'habitants est connue à travers les recensements de la population effectués dans la commune depuis 1793. Pour les communes de moins de 10 000 habitants, une enquête de recensement portant sur toute la population est réalisée tous les cinq ans, les populations de référence des années intermédiaires étant quant à elles estimées par interpolation ou extrapolation. Pour la commune, le premier recensement exhaustif entrant dans le cadre du nouveau dispositif a été réalisé en 2008.

En 2022, la commune comptait 847 habitants, en évolution de +2,42 % par rapport à 2016 (Gard : +2,97 %, France hors Mayotte : +2,11 %).
| 1793 | 1800 | 1806 | 1821 | 1831 | 1836 | 1841 | 1846 | 1851 |
| ---- | ---- | ---- | ---- | ---- | ---- | ---- | ---- | ---- |
| 681  | 680  | 674  | 812  | 846  | 856  | 853  | 811  | 814  |

| 1856 | 1861 | 1866 | 1872 | 1876 | 1881 | 1886 | 1891 | 1896 |
| ---- | ---- | ---- | ---- | ---- | ---- | ---- | ---- | ---- |
| 832  | 833  | 795  | 804  | 754  | 733  | 737  | 677  | 710  |

| 1901 | 1906 | 1911 | 1921 | 1926 | 1931 | 1936 | 1946 | 1954 |
| ---- | ---- | ---- | ---- | ---- | ---- | ---- | ---- | ---- |
| 679  | 650  | 645  | 687  | 645  | 590  | 524  | 514  | 508  |

| 1962 | 1968 | 1975 | 1982 | 1990 | 1999 | 2006 | 2008 | 2013 |
| ---- | ---- | ---- | ---- | ---- | ---- | ---- | ---- | ---- |
| 525  | 510  | 445  | 492  | 601  | 645  | 744  | 772  | 809  |

| 2018 | 2022 | - | - | - | - | - | - | - |
| ---- | ---- | - | - | - | - | - | - | - |
| 858  | 847  | - | - | - | - | - | - | - |

## Économie

### Revenus
En 2018  (données Insee publiées en septembre 2021), la commune compte 406 ménages fiscaux, regroupant 859 personnes. La médiane du revenu disponible par unité de consommation est de 21 950 € (20 020 € dans le département).

### Emploi
|                | 2008   | 2013  | 2018  |
| -------------- | ------ | ----- | ----- |
| Commune        | 6,3 %  | 7,9 % | 6,8 % |
| Département    | 10,6 % | 12 %  | 12 %  |
| France entière | 8,3 %  | 10 %  | 10 %  |

En 2018, la population âgée de 15 à 64 ans s'élève à 487 personnes, parmi lesquelles on compte 71,9 % d'actifs (65,1 % ayant un emploi et 6,8 % de chômeurs) et 28,1 % d'inactifs,. Depuis 2008, le taux de chômage communal (au sens du recensement) des 15-64 ans est inférieur à celui de la France et du département.
La commune fait partie de la couronne de l'aire d'attraction de Bagnols-sur-Cèze, du fait qu'au moins 15 % des actifs travaillent dans le pôle,. Elle compte 122 emplois en 2018, contre 123 en 2013 et 113 en 2008. Le nombre d'actifs ayant un emploi résidant dans la commune est de 323, soit un indicateur de concentration d'emploi de 37,7 % et un taux d'activité parmi les 15 ans ou plus de 49 %.
Sur ces 323 actifs de 15 ans ou plus ayant un emploi, 83 travaillent dans la commune, soit 26 % des habitants. Pour se rendre au travail, 87 % des habitants utilisent un véhicule personnel ou de fonction à quatre roues, 1,2 % les transports en commun, 5,2 % s'y rendent en deux-roues, à vélo ou à pied et 6,5 % n'ont pas besoin de transport (travail au domicile).

### Activités hors agriculture

#### Secteurs d'activités
68 établissements sont implantés  à Cavillargues au 31 décembre 2019. Le tableau ci-dessous en détaille le nombre par secteur d'activité et compare les ratios avec ceux du département,.
| Secteur d'activité                                                                                        | Commune | Commune | Département |
| Secteur d'activité                                                                                        | Nombre  | %       | %           |
| --- | ------- | ------- | ----------- |
| Ensemble                                                                                                  | 68      |         |             |
| Industrie manufacturière, industries extractives et autres                                                | 8       | 11,8 %  | (7,9 %)     |
| Construction                                                                                              | 12      | 17,6 %  | (15,5 %)    |
| Commerce de gros et de détail, transports, hébergement et restauration                                    | 15      | 22,1 %  | (30 %)      |
| Information et communication                                                                              | 1       | 1,5 %   | (2,2 %)     |
| Activités immobilières                                                                                    | 3       | 4,4 %   | (4,1 %)     |
| Activités spécialisées, scientifiques et techniques et activités de services administratifs et de soutien | 13      | 19,1 %  | (14,9 %)    |
| Administration publique, enseignement, santé humaine et action sociale                                    | 6       | 8,8 %   | (13,5 %)    |
| Autres activités de services                                                                              | 10      | 14,7 %  | (8,8 %)     |

Le secteur du commerce de gros et de détail, des transports, de l'hébergement et de la restauration est prépondérant sur la commune puisqu'il représente 22,1 % du nombre total d'établissements de la commune (15 sur les 68 entreprises implantées  à Cavillargues), contre 30 % au niveau départemental.

#### Entreprises et commerces
L'entreprise ayant son siège social sur le territoire communal qui génère le plus de chiffre d'affaires en 2020 est : 
- Espace Jardins, services d'aménagement paysager (346 k€)

### Agriculture
Historique

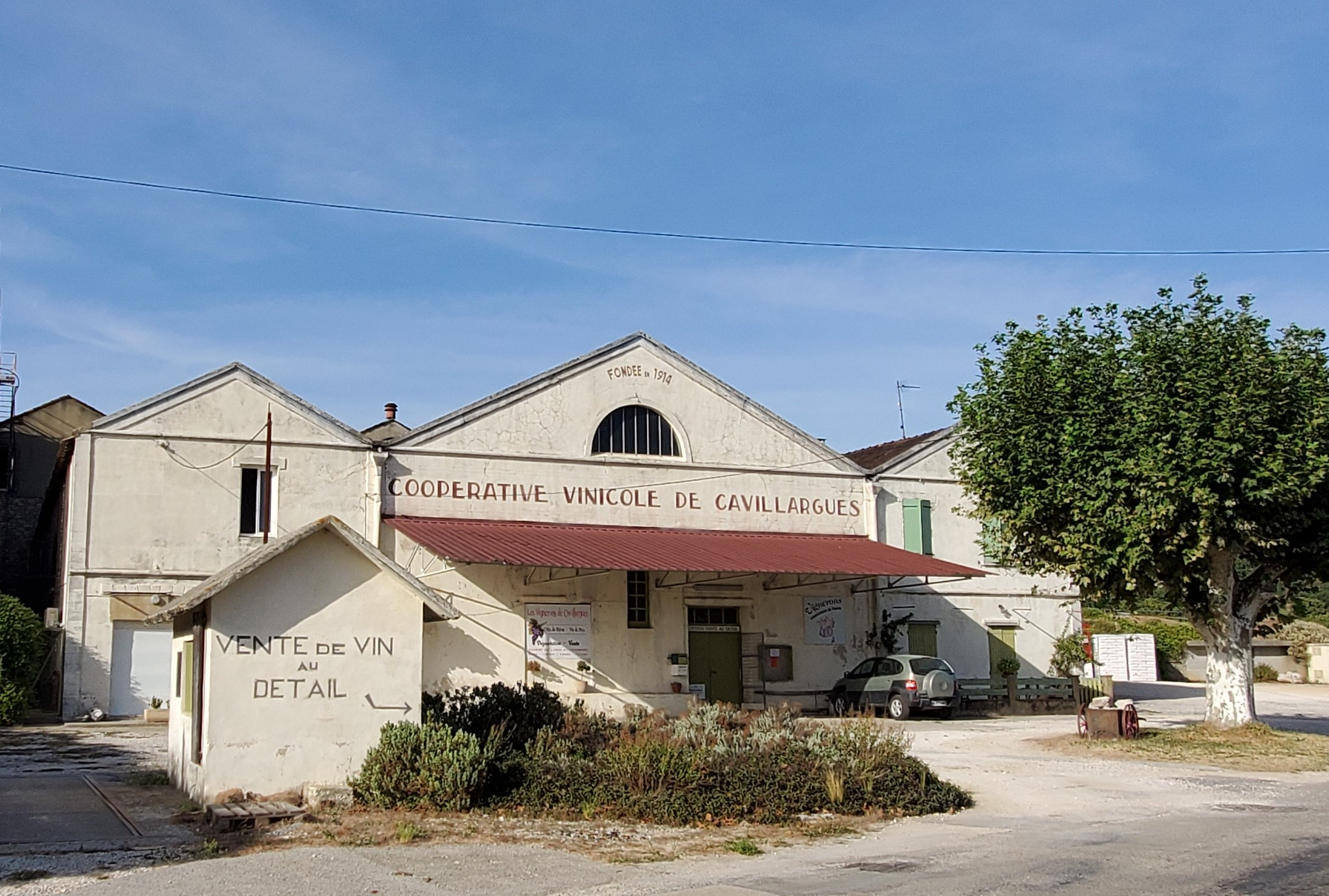
Bâtiments de la cave Coopérative de Cavillargues (Dépt du Gard, France)

La commune est située dans une vallée verdoyante bordée de collines. Pendant longtemps, le village a été voué à une agriculture polyvalente : vigne, céréales (blé-avoine-mil à balai-tournesol) oliviers. L'élevage du ver à soie, assuré par les femmes, constituait un apport intéressant  pour les familles. À la fin du XIXe siècle, la crise du phylloxéra  (1862) une fois surmontée, les vignerons de Cavillargues ont participé activement au mouvement coopératif qui voyait alors le jour. Dès 1914, le village s'est ainsi doté d'une cave coopérative qui fut une des premières du département du Gard. Initialement prévue pour une quantité de 4 000 hl, elle a atteint un total 10 fois supérieur en 1980. Tout a changé à partir de 1957, année où le territoire de Cavillargues a bénéficié de l'appellation Côtes du Rhône. Du coup, d'une production de vin courant, celle-ci allait évoluer vers des vins de qualité supérieure grâce à l'introduction de cépages nobles (Grenache, Syrah, Cinsault, Carignan, Merlot). Simultanément, les quantités produites ont diminué du fait des limitations des rendements. Dans les années 2020, la production se situe autour de 20 000 hl par an, assurée par 38 coopérateurs dont 20 vivent de la vigne. 
|               | 1988 | 2000 | 2010 | 2020 |
| ------------- | ---- | ---- | ---- | ---- |
| Exploitations | 52   | 46   | 32   | 27   |
| SAU (ha)      | 556  | 605  | 552  | 561  |

Le nombre d'exploitations agricoles en activité et ayant leur siège dans la commune est passé de 52 lors du recensement agricole de 1988  à 46 en 2000 puis à 32 en 2010 et enfin à 27 en 2020, soit une baisse de moitié en 32 ans. Le même mouvement est d'ailleurs observé à l'échelle du département qui a perdu pendant cette période 61 % de ses exploitations,. La surface agricole utilisée sur la commune a quant à elle très légèrement augmenté, passant de 556 ha en 1988 à 561 ha en 2020., dont environ 400 ha consacrés à la vigne. Parallèlement la surface agricole utilisée moyenne par exploitation a augmenté, passant de 11 à 21 ha.

## Culture locale et patrimoine

### Édifices civils
- Monument à Étienne Brunel, bienfaiteur des nécessiteux, du ciseau de Félix Devaux en 1907.
- Château de la Fare (XIIe siècle)[32]
- Château de Nicolay

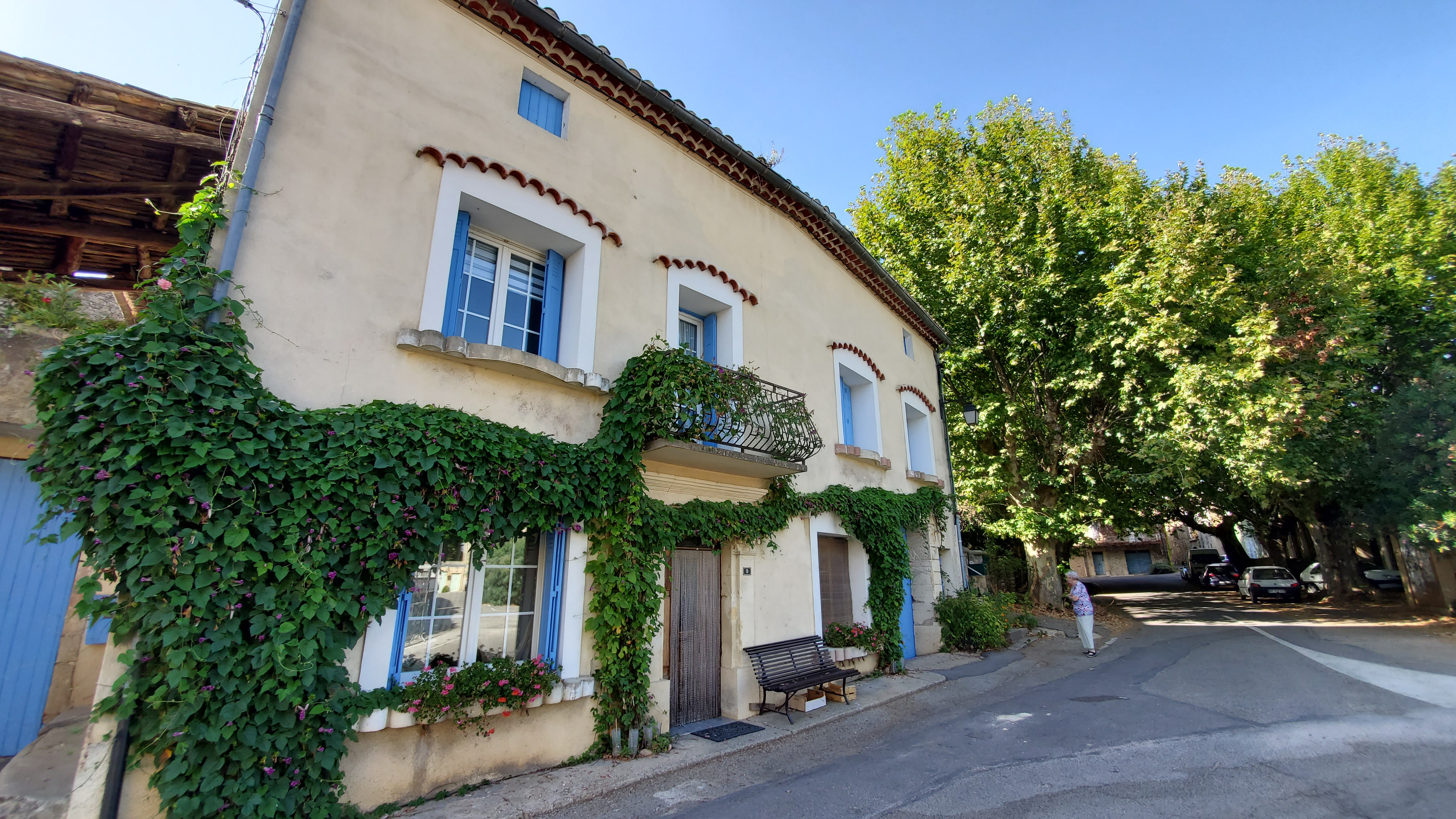
Maison fleurie avec ipomée.
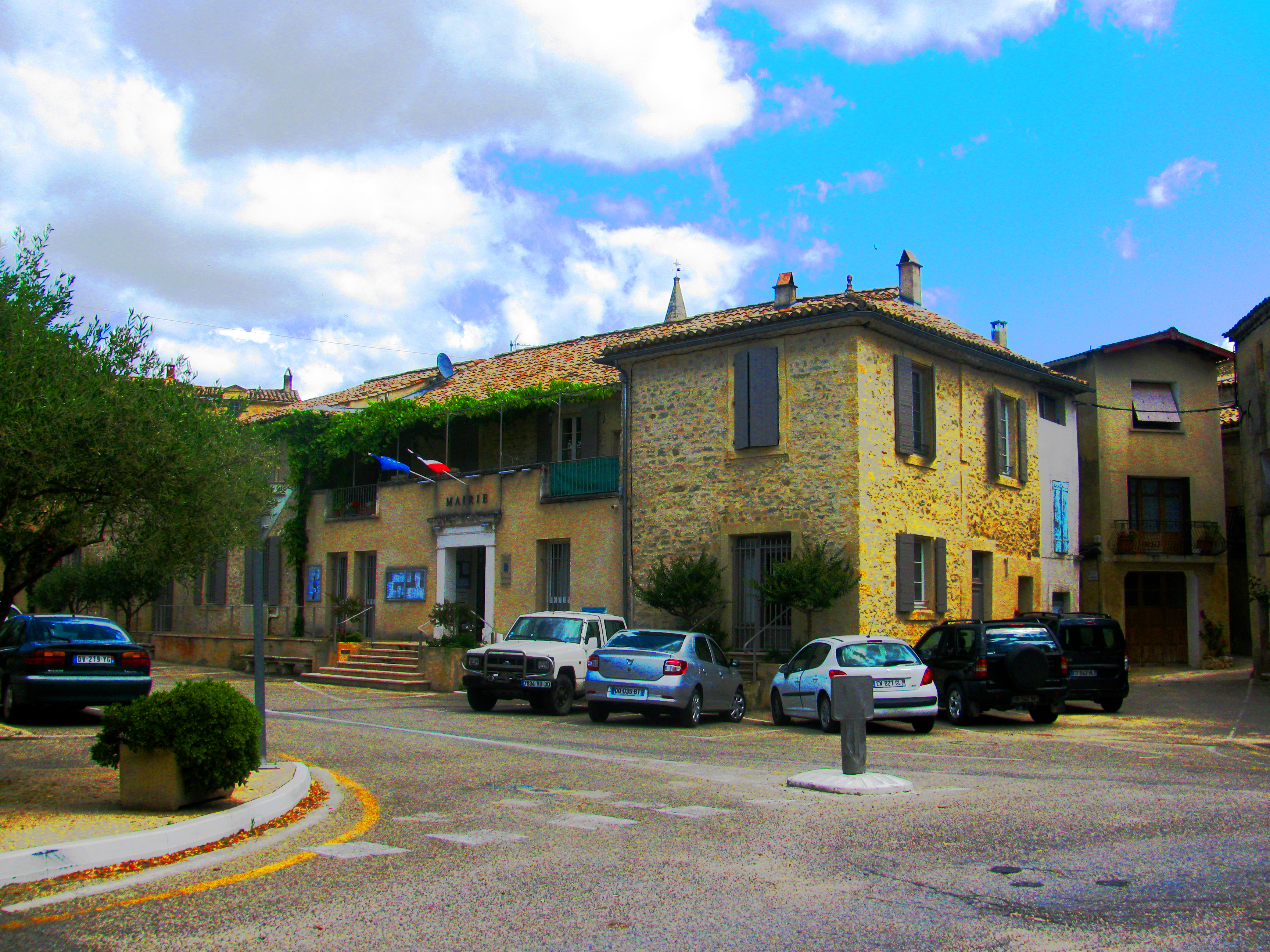
Mairie de Cavillargues.
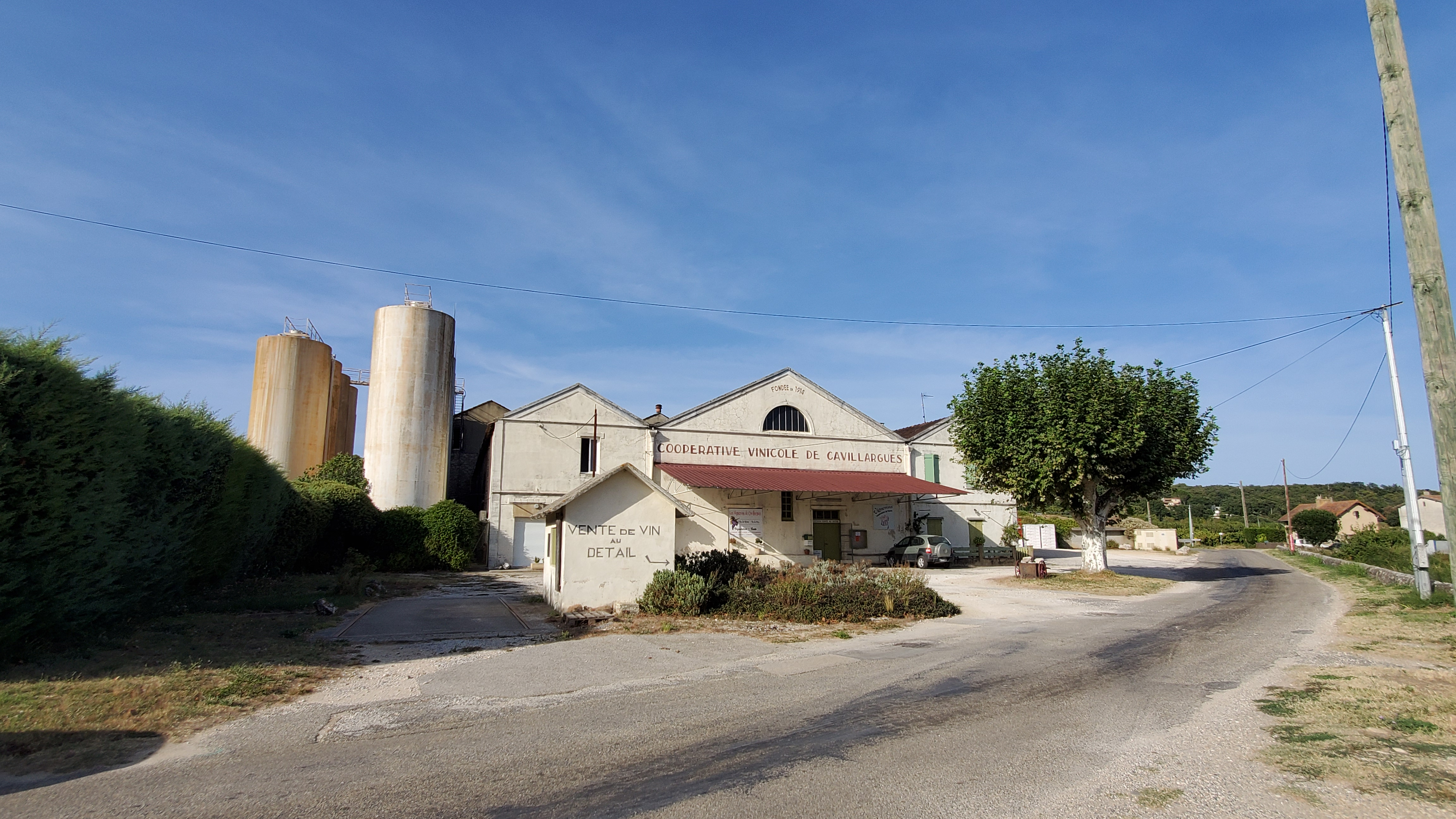
La cave coopérative.

### Édifices religieux
- Ermitage Notre-Dame-du-Saint-Sépulcre. L'ancienne chapelle (à l'exclusion de la partie du XIXe siècle) a été inscrite au titre des monuments historiques en 1981[33].
- Église Saint-Pierre de Cavillargues, styles néo-roman du XIXe siècle[34]

### Patrimoine culturel
- Dolmen de Peyra Pécoulade
- Dolmen du Traves de l'Aven au Pin
- Pierre plantée de la Chau
- Menhir du Brugas au Pin
- Hypogées du Serre de Bernon et de Bouyas à Tresques Héraldique

Personnalités liées à la commune
André Chamson (1900-1983) :  le célèbre écrivain et académicien cévenol André Chamson est venu à Cavillargues dans son enfance où son père possédait une mine de lignite de piètre qualité. Il évoque ses visites  dans son livre de souvenirs "Les chiffres de nos jours". Le puits de mine de la famille Chamson se situait probablement à Solan.
Raymond Dumay (1916-1999) : cet écrivain régionaliste, romancier, essayiste et historien du vin a possédé un ancien moulin  dans le quartier d'Auzigue à Cavillargues. Parmi son oeuvre très abondante, figure notamment en 1976 un Guide du vin largement diffusé en livre de poche.
Sandie Toletti : footballeuse internationale, née en 1995 dans une famille cavillarguaise passionnée de football, elle a eu les honneurs de l'équipe de France à plus de 50 reprises. Elle a notamment participé à la Coupe du monde en 2023 ainsi qu'aux Jeux Olympiques de Paris en 2024. Elle a commencé sa carrière à Montpellier avant d'évoluer plus tard au Real Madrid.
Héraldique
| Blason de Cavillargues | Blason  | D'azur à la bande losangée d'or et d'azur.       |
| Blason de Cavillargues | Détails | Le statut officiel du blason reste à déterminer. |